# أدريان ايمانويل مارتينيز
أدريان ايمانويل مارتينيز (بالإسبانية: Adrián Emmanuel Martínez)‏ هو لاعب كرة قدم أرجنتيني، ولد في 2 يوليو 1992 في كامبانا في الأرجنتين. لعب مع أتلتيكو أتلانتا.

## وصلات خارجية
- أدريان ايمانويل مارتينيز على موقع قاعدة بيانات كرة القدم.إي يو (الإنجليزية)
- أدريان ايمانويل مارتينيز على موقع Soccerway.com (الإنجليزية)